# Михалі (Мядельський район)
Михалі (біл. вёска Міхалі) — село в складі Мядельського району Мінської області, Білорусь. Село підпорядковане Мядзельській сільській раді, розташоване в північній частині області.